# Soproni Liszt Ferenc Szimfonikus Zenekar
A Soproni Liszt Ferenc Szimfonikus Zenekar 1829 óta működik, és 1929 óta viseli az egykori Sopron vármegyében született Liszt Ferenc nevét. A régió kulturális életének egyik meghatározó szereplője, és külföldön is számos alkalommal képviselhette Magyarországot, például 2019-ben a Bayreuthi Liszt Napokon.
Magyarország egyik legrégebbi zenekara, melynek elsődleges célja a klasszikus zene népszerűsítése a helyi közönség körében, és a fiatalság zenei nevelésének támogatása a régióban. 2013 óta regisztrált előadó-művészeti szervezet, a Regionális Zenekarok Szövetségének tagja. Az együttesben játszó zenészek többsége felsőfokú zenei végzettséggel rendelkező zenetanár, hangszeres előadóművész, de részt vesznek a zenekar munkájában a megfelelő hangszeres tudással rendelkező műkedvelők és zenét tanuló fiatalok is.
Művészeti vezetője Kóczán Péter, vezető karmestere Oberfrank Péter.